# Championnats du monde de ski acrobatique 1995
Navigation
Édition précédente Édition suivante
Les Championnats du monde ski acrobatique de 1995 se déroulent à La Clusaz en France.
Il s'agit de la 5e édition des Championnats du monde de ski acrobatique, la seconde en France après Tignes en 1986, organisés par la Fédération internationale de ski.
Huit épreuves sont programmées, quatre pour les hommes et quatre pour les femmes : bosses, saut, acroski (ou ballet) et combiné.

## Palmarès

### Podiums

#### Hommes
| Épreuves | Or                            | Argent                      | Bronze                    |
| -------- | ----------------------------- | --------------------------- | ------------------------- |
| Bosses   | Edgar Grospiron, France       | Jean-Luc Brassard, Canada   | Sergei Shupletsov, Russie |
| Saut     | Trace Worthington, États-Unis | Christian Rijavec, Autriche | Sébastien Foucras, France |
| Acroski  | Rune Kristiansen, Norvège     | Fabrice Becker, France      | Heini Baumgartner, Suisse |
| Combiné  | Trace Worthington, États-Unis | Darcy Downs, Canada         | Jonny Moseley, États-Unis |

#### Femmes
| Épreuves | Or                          | Argent                  | Bronze                         |
| -------- | --------------------------- | ----------------------- | ------------------------------ |
| Bosses   | Candice Gilg, France        | Raphaëlle Monod, France | Tatjana Mittermayer, Allemagne |
| Saut     | Nikki Stone, États-Unis     | Marie Lindgren, Suède   | Kirstie Marshall, Australie    |
| Acroski  | Elena Batalova, Russie      | Ellen Breen, États-Unis | Annika Johansson, Suède        |
| Combiné  | Kristean Porter, États-Unis | Maja Schmid, Suisse     | Katherina Kubenk, Canada       |